# Luttange
Luttange (Duits: Lüttingen in Lothringen) is een gemeente in het Franse departement Moselle (regio Grand Est) en telt 752 inwoners (1999). De gemeente maakt deel uit van het arrondissement Thionville.

## Geografie
De oppervlakte van Luttange bedraagt 12,9 km², de bevolkingsdichtheid is 58,3 inwoners per km².
De onderstaande kaart toont de ligging van Luttange met de belangrijkste infrastructuur en aangrenzende gemeenten.

## Demografie
Onderstaande figuur toont het verloop van het inwonertal (bron: INSEE-tellingen).